# Hattori Ransetsu
Hattori Ransetsu (Edo, 1654 – 1707) è stato un poeta giapponese, discepolo di Basho. È noto per una sua delicatezza piena di equilibrio.